# Salia
Salia is een geslacht van vlinders van de familie spinneruilen (Erebidae), uit de onderfamilie Herminiinae.

## Soorten
- S. acidalialis Guenée, 1854
- S. acuminatalis Walker, 1865
- S. albivia Hampson, 1950
- S. anna Druce, 1891
- S. anthippe Druce, 1891
- S. anyte Druce, 1891
- S. augiasalis Walker, 1858
- S. aurantiaca Hampson
- S. bidentalis Warren, 1889
- S. brevilinealis Schaus, 1916
- S. compta Walker, 1865
- S. furvifusa Hampson
- S. hastiferalis Walker, 1858
- S. hermia Schaus, 1916
- S. humeralis Guenée, 1854
- S. lacratesalis Walker, 1859

- S. leosalis Walker, 1858
- S. mimalis Hübner, 1819
- S. remulcens Felder & Rogenhofer, 1874
- S. semiothisa Schaus, 1916
- S. styrusalis Walker, 1859
- S. submarcata Schaus, 1916
- S. terricola Möschler, 1880
- S. trinidalis Dognin, 1914